# Wimbledon 2023 (turniej legend kobiet)
Wimbledon 2023 – turniej legend kobiet – zawody deblowe legend kobiet, rozgrywane w ramach trzeciego w sezonie wielkoszlemowego turnieju tenisowego, Wimbledonu. Zmagania miały miejsce w dniach 11–16 lipca na trawiastych kortach All England Lawn Tennis and Croquet Club w London Borough of Merton – dzielnicy brytyjskiego Londynu.

## Drabinka

#### Klucz
- w/o – walkower
- k – krecz
- d – dyskwalifikacja
- Q – kwalifikant
- WC – dzika karta
- LL – szczęśliwy przegrany
- Alt – zawodnik zastępczy
- PR – ochrona rankingu
- SE – specjalna przepustka
- ITF – ranking ITF
- JE – ranking juniorski

### Faza finałowa
|  |       |                               |   |   |  |
|  | Finał |                               |   |   |  |
|  |       |                               |   |   |  |
|  |       |                               |   |   |  |
|  |       |                               |   |   |  |
|  | A1    | Cara Black Caroline Wozniacki | 1 | 5 |  |
|  | A1    | Cara Black Caroline Wozniacki | 1 | 5 |  |
|  | B1    | Kim Clijsters Martina Hingis  | 6 | 7 |  |
|  | B1    | Kim Clijsters Martina Hingis  | 6 | 7 |  |
|  |       |                               |   |   |  |

### Faza początkowa

#### Grupa A
|    |                                         | Black Wozniacki                    | Hantuchová Robson         | King Szwiedowa                | Li O’Brien Radwańska               | Mecze W–L | Sety W–L | Gemy W–L | Miejsce |
| A1 | Cara Black Caroline Wozniacki           |                                    | 6:1, 1:6, 10–8 (11 lipca) | 6:4, 6:3 (13 lipca)           | 2:6, 6:2, 10–6 (15 lipca, O’Brien) | 3–0       | 6–2      | 29–22    | 1.      |
| A2 | Daniela Hantuchová Laura Robson         | 1:6, 6:1, 8–10 (11 lipca)          |                           | 0:6, 6:1, 3–10 (15 lipca)     | 6:3, 6:2 (13 lipca, Li)            | 1–2       | 4–4      | 25–21    | 3.      |
| A3 | Vania King Jarosława Szwiedowa          | 4:6, 3:6 (13 lipca)                | 6:0, 1:6, 10–3 (15 lipca) |                               | 6:1, 3:6, 10–4 (11 lipca, Li)      | 2–1       | 4–4      | 25–25    | 2.      |
| A4 | Li Na Katie O’Brien Agnieszka Radwańska | 6:2, 2:6, 6–10 (15 lipca, O’Brien) | 3:6, 2:6 (13 lipca, Li)   | 1:6, 6:3, 4–10 (11 lipca, Li) |                                    | 0–3       | 2–6      | 20–31    | 4.      |

#### Grupa B
|    |                                      | Clijsters Hingis    | Konta Mirza            | Petković Rybáriková    | Schiavone Vinci        | Mecze W–L | Sety W–L | Gemy W–L | Miejsce |
| B1 | Kim Clijsters Martina Hingis         |                     | 6:4, 6:1 (15 lipca)    | 6:3, 6:2 (12 lipca)    | 6:4, 6:3 (11 lipca)    | 3–0       | 6–0      | 36–17    | 1.      |
| B2 | Johanna Konta Sania Mirza            | 4:6, 1:6 (15 lipca) |                        | 6:3, 7:6(6) (11 lipca) | 6:4, 7:6(2) (12 lipca) | 2–1       | 4–2      | 31–31    | 2.      |
| B3 | Andrea Petković Magdaléna Rybáriková | 3:6, 2:6 (12 lipca) | 3:6, 6:7(6) (11 lipca) |                        | 4:6, 2:6 (15 lipca)    | 0–3       | 0–6      | 20–37    | 4.      |
| B4 | Francesca Schiavone Roberta Vinci    | 4:6, 3:6 (11 lipca) | 4:6, 6:7(2) (12 lipca) | 6:4, 6:2 (15 lipca)    |                        | 1–2       | 2–4      | 29–31    | 3.      |

## Pula nagród
| Runda                    | Pieniądze (£) |
| Zwyciężczynie            | 32 000        |
| Finalistki               | 26 000        |
| Drugie miejsce w grupie  | 22 000        |
| Trzecie miejsce w grupie | 22 000        |
| Czwarte miejsce w grupie | 22 000        |